# Замок Леал
За́мок Ле́ал (нем. Schloß Leal), в настоящее время именуемый за́мок Ли́хула (эст. Lihula linnus) — епископский замок Эзель-Викского епископства, развалины которого находятся в городе Лихула, волость Ляэнеранна уезда Ляэнемаа, Эстония. В 1998 году внесён в Государственный регистр памятников культуры Эстонии как памятник архитектуры.

## История
В 1211 году рижский епископ Альберт назначил епископом Леала, а затем и епископом Эстляндии аббата  Дюнамюндского монастыря Теодериха (Генриха), чьей резиденцией после завоевания ордена Меченосцев должен был стать замок Леал как центр Ляэнемаа.
Замок Леал был основан в XIII веке на месте древнего поселения эстов, относящегося к раннему железному веку. Он был построен на вершине холма и окружён полукруглым рвом. Территория, ограниченная возвышением на севере и рвом на юге, была обнесена высокой стеной и поделена на две равные части — орденскую и епископскую.
Архиепископ Альберт назначил в 1220 году новым епископом Леала и Эстляндии своего брата Германа Буксгевдена. В этом году шведы захватили городище эстов, но несколько месяцев спустя те заставили их уйти и сожгли деревянное городище.
В 1234—1251 годах Леал — центр Эзель-Викского епископства и резиденция епископа. Каменный замок был построен орденом Меченосцев и Эзель-Викским епископом в 1241—1242 годах.
С 1238 года епископ делил замок с Ливонским орденом: ворота и надвратная башня были под контролем епископских солдат, и у ордена было обязательство своих башен не строить. Несмотря на это, в 1241—1247 замок Леал был командорским центром ордена и до 1251 также и резиденцией епископа.
С южной стороны замок окружали своими рвами два концентрических внешних укрепления. В самой незащищённой части замка были построены внешние укрепления, которые в XVI веке укрепили также двумя земляными бастионами и рвами.
Замок разрушили во время Ливонской войны и больше не восстанавливали. Замок упомянут в Тявзинском мирном договоре, где русские в числе прочего отказываются от всех прав на несколько эстляндских замков и их земельных владений.
В ходе раскопок, проводившихся с 1990 года (археолог М. Мандели), были частично открыта кладка ворот и часовни, а также территория второстепенных укреплений ворот.
В настоящее время в фундаменте замка проведены консервационные работы.
При инспектировании остатков замка 6 сентября 2024 года их состояние было признано плохим.